# اندوه تابستانی
«اندوه تابستانی» (به انگلیسی: Summertime Sadness) ترانه‌ای از خواننده و ترانه‌نویس آمریکایی لانا دل ری می‌باشد که در دومین آلبوم استودیویی‌اش زاده‌شده برای مردن ضبط شده است. این ترانه در ۲۲ ژوئن ۲۰۱۲ توسط اینتراسکوپ رکوردز به عنوان چهارمین ترک آلبوم منتشر شده‌است. این آهنگ جزو ده آهنگ برتر کشورهای اروپایی چون اتریش، بلغارستان، آلمان، یونان، لوکزامبورگ و سوییس بود. همچنین در بهار ۲۰۱۳ بهترین آهنگ در کشورهای لهستان و اکراین شد. ریمیکسهای ترپ و هاوس "اندوه تابستانی" به دل ری کمک کرد تا در جدول آهنگ‌های دنس کلاب ایالات متحده رکورد شکنی کند.

## موضوع آهنگ و زمینه
هرچند موضوع این آهنگ عاشقانه است آهنگ راجع به یکی از دوستان صمیمی لاناست که تابستان با پریدن از پل خودکشی کرده بوده. لانا این آهنگ را به یاد او نوشته نام آهنگ هم به غمگین بودن لانا در تابستان به خاطر از دست دادن اوست.

## موزیک ویدئو

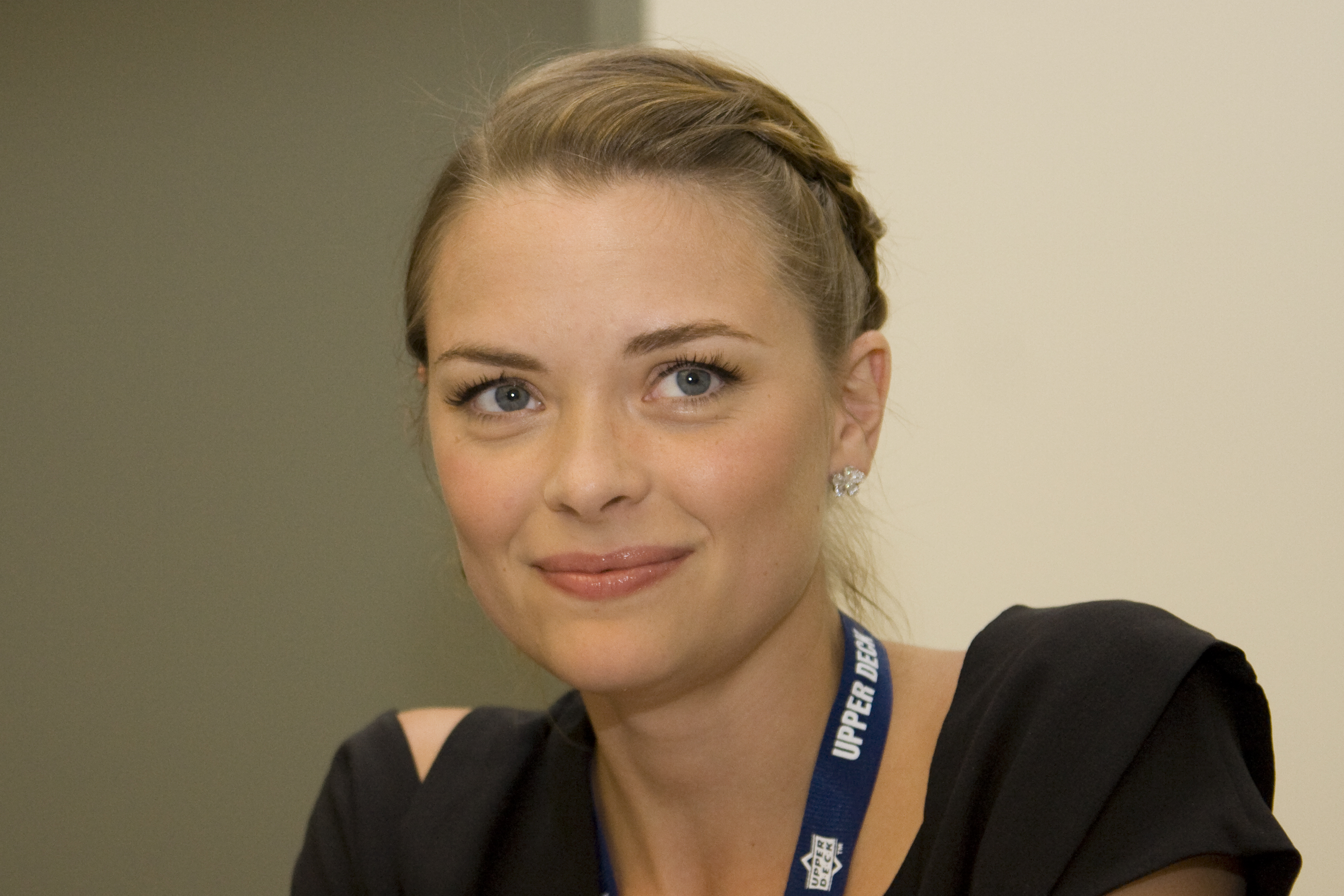
نقش دوست صمیمی لانا دل ری در موزیک ویدئو؛ جایمی کینگ.

موزیک ویدئو «اندوه تابستانی» در آوریل ۲۰۱۳ در سانتا کلاریتا، کالیفرنیا فیلمبرداری شد. این نماهنگ توسط کایل نیومن و اسپنسر ساسر کارگردانی شد. همسر نیومن، جایمی کینگ بازی اش را با لانا دل ری در این موزیک ویدئو شروع کرد. نماهنگ داستان دو دوست که هر دو زندگیشان به پابان رسیده‌است را روایت می‌کند. جامی کینگ در اینباره می‌گوید:
«این دربارهٔ زندگی کردن بدون کسی دوستش داری نیست، بلکه چیزی است که می‌خواهی بشوی». بنابر گزارش‌ها، الکس پتیفر به عنوان دستیار تولید در این صحنه کمک کرده‌است.

### خلاصه داستان
موزیک ویدئو با پیام صوتی شروع می‌شود؛
" یادت باشه، همیشه دوستت خواهم داشت، خداحافظ "
پس از پیام صوتی دل ری شروع به خواندن می‌کند، و خودکشی می‌کند. صحنه‌های بعدی داستان دوستانه دو زن را می‌گوید (دل ری به همراه جایمی کینگ) که در آن دل ری از اندوه بسیارش در تابستان که دل ری آنرا فصل شادی می‌داند به دلیل از دست دادن او میگوید.
در صحنه بعدی، کینگ بی کس دنبال نزدیک‌ترین
پل شهر می‌گردد و روی لبه آن می‌ایستد. صحنهٔ بعدی مجسمه عیسی را به تصویر میکشد، دل ری به دوردست نگاه می‌کند و یک گوشی نصف شده روی زمین می‌بیند و دل ری می‌فهمد که دوستش خودکشی کرده و خود را مقصر مرگ او می‌داند، به تقلید از مجسمه عیسی دست‌هایش را دراز می‌کند و خودکشی می‌کند. آخرین صحنه نشان هردو را در لحظه‌های شادتر نشان می‌دهد، دل ری رو به کینگ بر می‌گردد و لبخند می‌زند؛ سپس دودی نمایان می‌شود و هر دو ناپدید می‌شوند.